# PhoneGaim
PhoneGaim é um software livre de comunicação VoIP baseado no mensageiro instantâneo Pidgin e no protocolo SIP. Está sob licença GPL e é patrocinado pela Linspire.
Há controvérsias sobre a dificuldade de usuários não-Linspire que desejam instalar o software em seus sistemas operacionais Linux.
Embora seja software VoIP, o PhoneGaim não é competidor direto do gigante Skype. Como concorrente do Skype a Linspire lançou o Gizmo5 também baseado no protocolo SIP.

## Ligações Externas
- PhoneGaim
- Source code & Developer site